# Àngel (Miquel Àngel)
L'Àngel portacanelobre, és una escultura en marbre, realitzada per Miquel Àngel l'any 1494 per a l'Arca de sant Domènec a la basílica de San Dominico a Bolonya.
Per la mort el 1494 de l'escultor Niccolo dell'Arca que estava realitzant la decoració del sepulcre de sant Domènec de Guzman, es va recórrer a Miquel Àngel per a l'acabament de les imatges de san Petronio, san Procolo i un àngel portacanelobre fent parella amb el ja executat per Niccolo dell'Arca.
L'obra de l'àngel de Miquel Àngel, que és l'únic cop a tota la seva escultura que va fer una escultura alada, es mostra amb un gran contrast amb la delicada escultura de Niccolo dell'Arca, retorna Miquel Àngel a l'escultura típica Toscana del segle xv, però amb un aire monumental, s'aprecia a les vestidures un gran dinamisme amb un clar record a Jacopo della Quercia. Aquesta obra es troba documentada a les biografies sobre Buonarroti de Vasari i Condivi.

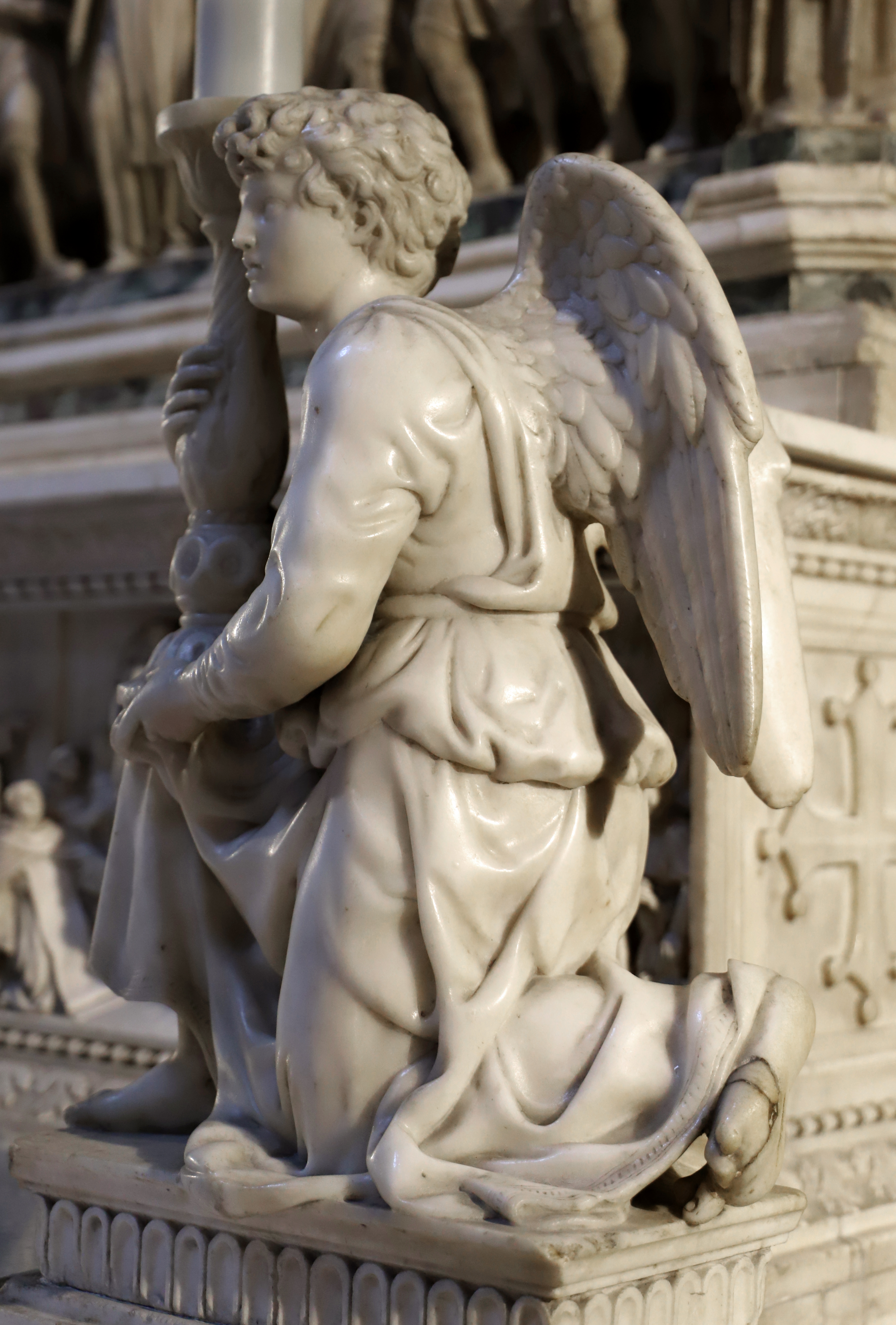
Àngel de Miquel Àngel a Bolonya.